# Верховное командование кригсмарине
ОКМ (нем. Oberkommando der Marine; нем. OKM) — верховное командование кригсмарине, высший орган управления ВМФ Германии до и во время Второй мировой войны.
Создано 1 июня 1935 года в ходе реорганизации Морского руководства. Командование имело разветвленную структуру, каждая из частей ОКМ осуществляла руководство определенным направлением развития ВМС. Важнейшее место занимал Штаб руководства морской войной.

## Организационная структура
Основными структурными подразделениями ОКМ являлись:
- Командное управление,
- Административное управление,
- Общее управление,
- Управление вооружений,
- Главное управление кораблестроения,
- Управление личного состава,
- Инспекции.

Во главе ОКМ стоял главнокомандующий ВМС , который подчинялся непосредственно ОКВ. В разное время это были:
- 24 сентября 1928 — 30 января 1943 года гросс-адмирал Эрих Редер
- 30 января 1943 — 1 мая 1945 года гросс-адмирал Карл Дёниц
- 1 — 8 мая 1945 года генерал-адмирал Ганс-Георг фон Фридебург (после того, как Дёниц стал главой государства, а Гитлер совершил суицид)
- 23 мая — 22 июля 1945 года генерал-адмирал Вальтер Варцеха, в свою очередь, оставшийся старшим после самоубийства Фридебурга.

В ноябре 1939 года была проведена реорганизация и Командное управление было подчинено Штабу руководства морской войной. 18 октября 1943 года в составе ОКМ создан Штаб национал-социалистского руководства.
Наиболее крупномасштабная реорганизация ОКМ прошла в мае 1944 года. В результате все составные части ОКМ были разделены на три крупные группы:
- оперативного руководства,
- общих вопросов
- вооружений.

В результате ОКМ приняло следующий вид:
- Штаб руководства морской войной с подчиненным ему Командным управлением;
- Главное общее управление, которому подчинены Войсковое управление;
- Управленческая группа по правовым вопросам;
- Санитарное управление;
- Административное управление;
- Строительное управление;
- Руководящий штаб по воспитанию личного состава;
- Шеф морских вооружений, которому подчинены Управление артиллерийских вооружений;
- Управление торпедного вооружения;
- Управление военной промышленности;
- Управление военного кораблестроения;
- Управленческая группа минно-заградительного вооружения;
- Управленческая группа технических средств связи;
- Управленческая группа саперных и крепостных вооружений;
- Управленческая группа исследований, изобретений и патентов.

## Командующие
- Эрих Редер — 1935—1943 (1928—1935 — командующий Рейхсмарине)
- Карл Дёниц — 1943—1945
- Ганс Георг фон Фридебург — май 1945
- Вальтер Варцеха — май-июль 1945 (ликвидатор)

## Начальники Штаба руководства морской войной
- адмирал Отто Шнивинд — с 31 октября 1938 до 12 июня 1941
- адмирал Курт Фрике[нем.] — с 13 июня 1941 до 21 февраля 1943
- адмирал Вильгельм Майзель[нем.] — с 21 февраля 1943 до 22 июня 1945

## Флаги главнокомандующих кригсмарине
- Флаг использующийся с 7 ноября 1935 по 30 марта 1939 года.
- Флаг использующийся с1 февраля 1943 по 9 мая 1945 года.